# Pante Pașca
Pante Pașca (n. secolul al XIX-lea, Făurești, comuna Copalnic-Mănăștur, județul Maramureș – d. 6 decembrie 1953, Făurești) a fost un deputat în Marea Adunare Națională de la Alba Iulia, organismul legislativ reprezentativ al „tuturor românilor din Transilvania, Banat și Țara Ungurească”, cel care a adoptat hotărârea privind Unirea Transilvaniei cu România, la 1 decembrie 1918.:p. 77

## Biografie
Pante Pașca a fost un vrednic țăran-gospodar, care a fost ales în fruntea Composeratului de pădure, ca președinte. A fost în fruntea tuturor acțiunilor de organizare din toamna anului 1918. După Unire, a fost președintele Composeratului local de pădure din Făurești.:p. 240

## Activitatea politică
Ca deputat în Adunarea Națională din 1 decembrie 1918 a reprezentat ca delegat cercul electoral Târgu Lăpuș.:p. 239